# إيا أبو بكر
إيا أبو بكر Iya Abubakar (ولد في ديسمبر 1934) سياسي وعالم رياضيات نيجيري.
درس في جامعة إيبادان وحصل على الدكتوراه من جامعة كامبريدج. عمل أستاذا زائرا في جامعة ميشيغان لمدة سنتين، ثم عين أستاذا للرياضيات في جامعة أحمدو بيلو وهو ما زال في سن 28 وذلك في عام 1967، وظل في ذلك المنصب حتى عام 1975. ثم عمل أستاذا زائرا في جامعة نيويورك لمدة سنتين. ثم عين في عام 1975 نائبا لرئيس جامعة أحمدو بيلو حتى عام 1978.
بعد نظام أوباسانجو انتقلت السلطة مرة أخرى إلى حكومة منتخبة في عام 1979، وعين أبو بكر وزيرا للدفاع حتى عام 1982. انتخب في مجلس الشيوخ النيجيري في عام 1999 ثم أعيد انتخابه عام 2003، وذلك نائبا عن حزب الشعب الديمقراطي.
بين عامي 192 و1975 تولى منصب مدير البنك المركزي النيجيري. وفي أواخر التسعينات شغل منصب مدي المركز الرياضي الزطني في أبوجا.
وبين عامي 1993 و 2005 شغل منصب مستشار ثم رئيس جامعة إيبادان.